# Agrotis psammoda
Agrotis psammoda là một loài bướm đêm trong họ Noctuidae.